# Symphora apicalis
Symphora apicalis is een keversoort uit de familie zwamspartelkevers (Melandryidae). De wetenschappelijke naam van de soort werd in 1889 gepubliceerd door George Charles Champion.